# Bolek Cove
Die Bolek Cove (polnisch Zatoka Bolka – „Boleks Bucht“) ist eine kleine Bucht im Osten von King George Island, der größten der Südlichen Shetlandinseln. Sie liegt direkt am Kap Melville, dem Ostkap der Insel.
Die „malerische“ Bucht wurde nach dem Ornithologen Bolesław „Bolek“ Jabłoński benannt, der an den polnischen Expeditionen von 1978/79, 1978/80 und 1980/81 zu der Insel teilgenommen hatte.
Auch die Jabłoński Bay an der Nordküste der Insel ist nach ihm benannt.